# 红雁池水库
红雁池水库是中国新疆维吾尔自治区乌鲁木齐市境内的一座水库，位于乌鲁木齐河上，始建于1941年，后几经扩建整修，于1953年3月完工。水库坝高22米，库容量5300万立方米，与乌拉泊水库有渠道相通，平均水深为20.00米。